# واکنش پلیتزاری
واکنش پلیتزاری(به انگلیسی: Pellizzari reaction) یک نام واکنش در شیمی آلی است که طی آن یک آمید و یک هیدرازین با هم واکنش داده و تشکیل یک ۱،۲،۴-تریازول می دهد.